# Someries Castle
Someries Castle (eller Summeries castle) er et Scheduled Ancient Monument i sognet Hyde ved byen Luton i Bedfordshire i England. Den blev bygget i 1400-tallet af sir John Wenlock, hvis spøgelse stadig skulle hjemsøge borgen. Selv om den altid omtales som en borg, er den egentlig en befæstet herregård.
Navnet "Someries Castle" er afledt af William de Someries (eller Somerys), der boede på stedet. Wenlock købte stedet i 1430 og påbegyndte opførelsen af en herregård. Huset er unikt, da det er et af de første murstenbygninger i England. Huset blev ikke færdiggjort af Wenlock og blev delvist nedrevet i 1700-tallet. Portbygningen er delvis bevaret, og her findes rester af de oprindelige mursten i kapel og portnerbolig.
Rester af den oprindelige herregård og/eller tidligere normanniske fæstning kan ses som jordvolde omkring grunden. Sten fra herregården blev brugt til at opføre gårdbygningerne i 1600-tallet.
I februar 2007 blev ruinen lukket for offentligheden for at renovere den og gøre den sikker. Et stillads ødelagde en mindre del af de oprindelige mure. Ruinen blev genåbnet i 2008.